# 轻吉牙歹
轻吉牙歹（蒙古语轉寫：Kinggiyadai，羅馬化：Kīnqiyātāī，見《史集》）出身斡勒忽讷兀惕部，是13世纪初蒙古帝国成吉思汗麾下的的千户长之一。

## 生平
据《元朝秘史》记载，轻吉牙歹在铁木真与札木合决裂、处于劣势时，归顺铁木真。同一时期加入铁木真阵营并日后成名的人物，包括“四狗”中的速不台、忽必来，以及孛秃·古列坚等。1206年蒙古帝国建国后，轻吉牙歹被任命为千户长（明安），成为帝国核心官员，在《元朝秘史》功臣表中位列第80位。《史集》记载他担任中军右翼千户长。

## 后裔
轻吉牙歹之子也可·也速儿（意为“大也速儿”，波斯语称Yisūr Bozorg）与雪你惕部的绰儿马罕一同被选为伊朗方向的探马赤长官，以第二万人队万户长身份派驻伊朗。也可·也速儿的万户长职位由其子火者·那颜、孙秃纳、曾孙秃剌秃·古列坚世袭，但秃剌秃在合赞汗时期被处决，该万户于是解体，轻吉牙歹在伊朗的家族传承至此断绝。

## 斡勒忽讷兀惕部世系
- 诃额仑太后（Hö'elün Eke，اولون فوجین/ūālūn fūjīn）
- 斡剌儿·古列坚（Olar Küregen，اولار كوركان/ūlār kūrkān）
  - 塔出·古列坚（Taiču Küregen，تایجو كوركان/ṭāījū kūrkān）
    - 朮真伯（J̌uǰinbai Küregen，جوجینبای/jūjīnbāī）
      - 別合剌（Bekle Küregen）
        - 塔八（Tabaq Küregen）
- 轻吉牙歹（Kinggiyadai，کينقياتاي/kīnqiyātāī）
  - 也可·也速儿（Yeke yesür ＞بوكا تیمور/yīsūr buzurg）
    - 火者·那颜（Khwaja noyan ＞خواجه نویان/khwāja nūyān）
      - 秃纳（Tona ＞تونا/tūnā）
        - 秃剌秃·古列坚（Torato Küregen ＞توراتو كوركان/tūrātū kūrkān）

      - 木剌合儿（Mulaqar ＞مولاقر/mūlāqar）